# Société des forces motrices de l'Arve
La Société des forces motrices de l'Arve était une société industrielle installée sur les Centrales hydroélectriques de Passy de Chedde, près de Passy, en Haute-Savoie. Elle a intégré le futur Groupe Péchiney en 1917.

## Histoire
La Société des forces motrices de l'Arve a été fondée au printemps 1895 par Paul Corbin et Georges Bergès, deux Grenoblois fortunés, qui ont souhaité fabriquer des dérivés chlorés par électrolyse. Cinq ans après sa création, elle détient toujours la centrale hydroélectrique la plus puissante des Alpes, avec 7 MW, devant les 4 MW des Papeteries Aubry de Venthon, près d'Albertville. 
La Société des forces motrices de l'Arve est cotée à la Bourse de Paris, où elle se distingue. Ses actions, émises à 1 000 francs, en valent 1 250 en 1909, alors qu'une nouvelle concurrence venait de se développer. En 1906, la France comptait 762 usines hydro-électriques, comportant 239 753 chevaux-vapeur, soit une moyenne de 315 chevaux-vapeur par usine. La Compagnie des Produits Chimiques d'Alais et de la Camargue a 68 450 chevaux-vapeur à elle seule.
Henri Bouchayer, qui fut l'un des dirigeants de la Société des forces motrices de l'Arve, était le neveu d'Aimé Bouchayer et Auguste Bouchayer, dont l'entreprise basée à Grenoble, spécialisée dans la fabrication des conduites forcées, connaît alors une belle prospérité.
Après avoir été axée sur la fabrication des chlorates, la Société des forces motrices de l'Arve entreprit celle de l'aluminium par le procédé d'électrolyse de Paul Héroult, au moment du rachat par sa rivale géante, la Compagnie des Produits Chimiques d'Alais et de la Camargue.
La société opère ensuite sur le même site l'Usine Péchiney de Cheddes, près de Saint-Gervais.